# Helena (voornaam)
Helena is een meisjesnaam van Griekse oorsprong en betekent "fakkel" en zegt zoveel als "de stralende, de schitterende". De naam is verwant met hèlios, met de betekenis "zon". In de Griekse mythologie was ze de mooiste vrouw van de wereld, die door de Trojaanse prins Paris ontvoerd werd. Volgens de mythologie begon hierdoor de Trojaanse Oorlog.

## Varianten
Afgeleiden van deze naam zijn onder meer Elena, Eline, Elin (IJslands: Elín), Elien, Ellen, Heleen(tje), Leen(-tje), Lena, Lenie, Leny, Eileen (Iers), Hélène (Frans), Helene, Hella en Lene (Duits), Helen (Engels), Aleyna (Turks), Ilona, Ilonka en Ilka (Hongaars) en Helenius.

## Bekende naamdraagsters
- Helena van Constantinopel of Sint-Helena
- Helena Blavatsky
- Helena Paparizou
- Helena Christensen
- Helena Bonham Carter
- Helena van Waldeck-Pyrmont (1861-1922)
- Helena van Waldeck-Pyrmont (1899-1948)
- Helena van Anjou
- Helene Kröller-Müller
- Heleentje van Cappelle
- Hella S. Haasse
- Hella Voûte-Droste
- Elena Dementjeva
- Elena Ceaușescu
- Lena Meyer-Landrut
- Lenie ’t Hart
- Lenie van der Hoorn
- Lenie Onzia

## Bekende naamdraagsters in de literatuur
- Helena, de mooiste vrouw van Griekenland in de Griekse mythologie
- Helena, personage in A Midsummer Night's Dream (toneelstuk) van William Shakespeare